# 策勒蒲公英
策勒蒲公英（学名：Taraxacum qirae）为菊科蒲公英属下的一个种。

## 扩展阅读
維基物種上的相關：策勒蒲公英